# CHNOPS

Относительные атомные размеры углерода, водорода, азота, кислорода, фосфора и серы

CHON — мнемонический акроним для четырёх наиболее распространённых химических элементов в живых организмах: углерода (C), водорода (H), кислорода (O) и азота (N).
Акроним CHNOPS, расшифровывающийся как Carbon (углерод), Hydrogen (водород), Nitrogen (азот), Oxygen (кислород), Phosphorus (фосфор) и Sulfur (сера), представляет шесть наиболее важных химических элементов, чьи ковалентные комбинации составляют большую часть биологических молекул на Земле.
Сера используется в аминокислотах цистеин и метионин.
Фосфор — необходимый элемент в формировании фосфолипидов, класса липидов, которые являются главным компонентом всех клеточных мембран, так как они могут формировать двойные липидные слои, которые сохраняют ионы, протеины и другие молекулы там, где они нужны для выполнения функций клетки, и предотвращают от их проникновения в те зоны, где их не должно быть. Фосфатные группы также являются необходимым компонентом основы нуклеиновых кислот.
Астероиды класса C богаты на элементы CHON.
Астероиды этого типа наиболее распространены и часто падают на Землю как метеориты. Такие столкновения были особенно регулярны в ранней истории Земли, и эти удары могли иметь решающее значение в формировании океанов.